# Prix World Fantasy de la meilleure nouvelle
Le prix World Fantasy est un prix littéraire créé en 1975 et récompensant des œuvres de fantasy. Le vainqueur est désigné lors de la World Fantasy Convention. Ses participants établissent la liste des nominations avant qu'un jury, renouvelé tous les ans, prenne sa décision.
La catégorie de la meilleure nouvelle récompense les œuvres de fantasy comptant moins de 17 500 mots.

## Palmarès
Note : les gagnants sont cités en premier, suivis par les autres œuvres nommées classées par ordre d'arrivée.
Sauf indication contraire ou complémentaire, les informations mentionnées dans cette section proviennent du site officiel du prix World Fantasy et de la Science Fiction Awards Database.

### Années 1970

#### 1975
Extraits du journal d'une adolescente (Pages from a Young Girl's Diary) par Robert Aickman
- The Events at Poroth Farm par T. E. D. Klein
- A Father's Tale par Sterling E. Lanier
- Les Bâtons (Sticks) par Karl Edward Wagner

#### 1976
Belsen Express (Belsen Express) par Fritz Leiber
- The Barrow Troll par David Drake
- Born of the Winds par Brian Lumley
- The Ghastly Priest Doth Reign par Manly Wade Wellman

#### 1977
There's a Long, Long Trail A-Winding par Russell Kirk
- Le Compagnon (The Companion) par Ramsey Campbell
- Ailes noires (Dark Wings) par Fritz Leiber
- Seulement la nuit (It Only Comes Out at Night) par Dennis Etchison
- Deux soleils au couchant (Two Suns Setting) par Karl Edward Wagner
- Qu'est-ce que la vie ? (What Is Life?) par Robert Sheckley

#### 1978
La Cheminée (The Chimney) par Ramsey Campbell
- The Bagful of Dreams par Jack Vance
- Jeffty, cinq ans (Jeffty Is Five) par Harlan Ellison
- Loveman's Comeback par Ramsey Campbell
- Fille des lamantins, tu sors pas ce soir ? (Manatee Gal Ain't You Coming Out Tonight) par Avram Davidson
- Quand tous les enfants m'appelleront (When All the Children Call My Name) par Charles L. Grant

#### 1979
Naples (Naples) par Avram Davidson
- A Good Night's Sleep par Avram Davidson
- Écoute-moi, ma douce Abbey Rose (Hear Me Now, My Sweet Abbey Rose) par Charles L. Grant
- The Magic Goes Away par Larry Niven
- Les Murailles de Tyr (Within the Walls of Tyre) par Michael Bishop

### Années 1980
| Sommaire : | - Haut - 1980 - 1981 - 1982 - 1983 - 1984 - 1985 - 1986 - 1987 - 1988 - 1989 |

#### 1980
Mackintosh Willy par Ramsey Campbell et The Woman Who Loved the Moon par Elizabeth A. Lynn (ex æquo)
- Le Fondeur de boutons (The Button Molder) par Fritz Leiber
- Petey par T. E. D. Klein
- Saturday's Shadow par William F. Nolan

#### 1981
Les Vilains Poulets (The Ugly Chicken) par Howard Waldrop
- Cabin 33 par Chelsea Quinn Yarbro
- Children of the Kingdom par T. E. D. Klein
- Unicorn Tapestry par Suzy McKee Charnas

#### 1982
Le Sombre Pays (The Dark Country) par Dennis Etchison et Le Chenal (The Reach / Do the Dead Sing ?) par Stephen King (ex æquo)
- Coin of the Realm par Charles L. Grant
- Fairy Tale par Jack Dann

#### 1983
The Gorgon par Tanith Lee
- Bandes-mort (Deathtracks) par Dennis Etchison
- Firestorm par Steve Rasnic Tem
- L'Homme qui rencontra Picasso (The Man Who Met Picasso) par Michael Swanwick
- Petra (Petra) par Greg Bear

#### 1984
Elle est Trois (La Mort) (Elle est Trois (La Mort)) par Tanith Lee
- The Hundred-Year Christmas par David Morrell
- Into Whose Hands par Karl Edward Wagner
- The Silent Cradle par Leigh Kennedy
- Solitario's Eyes par Lucius Shepard
- Wong's Lost and Found Emporium par William F. Wu

#### 1985
The Bones Wizard par Alan Ryan et Nature morte avec scorpion (Still Life with Scorpion) par Scott Baker (ex æquo)
- Bad Medicine par Jack Dann
- Les Rampe-ténèbres (Nightcrawlers) par Robert R. McCammon

#### 1986
Paper Dragons par James P. Blaylock
- Le Chasseur de jaguar (The Jaguar Hunter) par Lucius Shepard
- Return of the Dust Vampires par Sharon N. Farber
- The Slovo Stove par Avram Davidson

#### 1987
Lumière rouge (Red Light) par David J. Schow
- Le Garçon qui tressait les crinières (The Boy Who Plaited Manes) par Nancy Springer
- The Brains of Rats par Michael Blumlein
- Le Grand Bazar : Finale (The End of the Whole Mess) par Stephen King
- Pain par Whitley Strieber
- The Rise and Fall of Father Alex par Amyas Naegele
- Ils viennent te chercher (They're Coming for You) par Les Daniels
- Petits points de suture dans le dos d'un mort (Tight Little Stitches in a Dead Man's Back) par Joe R. Lansdale

#### 1988
Le Meilleur Homme d'ami ou Copains comme chiens (Friend's Best Man) par Jonathan Carroll
- Tombent les anges (Angel) par Pat Cadigan
- Hogfoot Right and Bird-hands par Garry Kilworth
- Dans la maison de pain d'épice (In the House of Gingerbread) par Gene Wolfe
- Pamela's Get par David J. Schow
- Splatter: A Cautionary Tale par Douglas E. Winter

#### 1989
Winter Solstice, Camelot Station par John M. Ford
- La Vie de Bouddha (Life of Buddha) par Lucius Shepard
- Métastases (Metastasis) par Dan Simmons
- Night They Missed the Horror Show par Joe R. Lansdale

### Années 1990
| Sommaire : | - Haut - 1990 - 1991 - 1992 - 1993 - 1994 - 1995 - 1996 - 1997 - 1998 - 1999 |

#### 1990
The Illusionist par Steven Millhauser
- Le Bord du monde (The Edge of the World) par Michael Swanwick
- Mr. Fiddlehead par Jonathan Carroll
- A Sad Last Love at the Diner of the Damned par Edward Bryant
- Variqueux sont les ténias (Varicose Worms) par Scott Baker
- Yore Skin's Jes's Soft 'n Purty...He Said. par Chet Williamson

#### 1991
Songe d'une nuit d'été (A Midsummer Night's Dream) par Neil Gaiman et Charles Vess
- Les ours découvrent le feu (Bears Discover Fire) par Terry Bisson
- The Last Feast of Harlequin par Thomas Ligotti
- Stephen par Elizabeth Massie

#### 1992
The Somewhere Doors par Fred Chappell
- La Better Boy (The Better Boy) par James P. Blaylock et Tim Powers
- L'Invocateur (The Conjure Man) par Charles de Lint
- Pity the Monsters par Charles de Lint

#### 1993
Photo de classe (This Year's Class Picture) par Dan Simmons et Graves par Joe Haldeman (ex æquo)
- Alfred par Lisa Goldstein
- L'Emplacement arbitraire des murs (The Arbitrary Placement of Walls) par Martha Soukup
- Bridges par Charles de Lint
- Calcutta, seigneur des nerfs (Calcutta, Lord of Nerves) par Poppy Z. Brite
- The Winterberry par Nicholas A. DiChario

#### 1994
The Lodger par Fred Chappell
- Mourir à Bangkok (Death in Bangkok) par Dan Simmons
- L'Angleterre lève l'ancre (England Underway) par Terry Bisson
- The Little Green Ones par Les Daniels
- La Lune se noie tandis que je dors (The Moon Is Drowning While I Sleep) par Charles de Lint
- Some Strange Desire par Ian McDonald
- Something Worse par Terry Lamsley
- Le Troll sous le pont (Troll Bridge) par Neil Gaiman

#### 1995
L'Homme au costume noir (The Man in the Black Suit) par Stephen King
- Le Récit du changelin (The Changeling's Tale) par Michael Swanwick
- The Homecoming par Nicholas Royle
- The Sisterhood of Night par Steven Millhauser
- La Joie de recevoir (To Receive Is Better) par Michael Marshall Smith

#### 1996
The Grass Princess par Gwyneth Jones
- Angel Thing par Petrina Smith
- Une soupe d'aileron de dragon (Dragon's Fin Soup) par S. P. Somtow
- Loop par Douglas E. Winter
- Les Perséides (The Perseids) par Robert Charles Wilson
- The Singing Marine par Kit Reed

#### 1997
Thirteen Phantasms par James P. Blaylock
- Le Flic mort (The Dead Cop) par Dennis Etchison
- Le Pays au fond du lit (Underbed) par Graham Masterton

#### 1998
Poussières (Dust Motes) par P. D. Cacek
- Audience par Jack Womack
- Fortune and Misfortune par Lisa Goldstein
- Get a Grip par Paul Park
- La Ville dans la ville (The Inner Inner City) par Robert Charles Wilson

#### 1999
Le Chapeau du spécialiste (The Specialist's Hat) par Kelly Link
- The Death of the Duke par Ellen Kushner
- Orgueil et Prométhée (Every Angel Is Terrifying) par John Kessel
- La Spéciale des Shoggoths à l'ancienne (Shoggoth's Old Peculiar) par Neil Gaiman
- Voyages avec la reine des neiges (Travels with the Snow Queen) par Kelly Link

### Années 2000
| Sommaire : | - Haut - 2000 - 2001 - 2002 - 2003 - 2004 - 2005 - 2006 - 2007 - 2008 - 2009 |

#### 2000
La Viandeuse (The Chop Girl) par Ian R. MacLeod
- Des Américains morts à la morgue de Moscou (Amerikanski Dead at the Moscow Morgue) par Kim Newman
- The Dynasters Vol. 1: On the Downs par Howard Waldrop
- The Grammarian's Five Daughters par Eleanor Arnason
- Human Bay par Robert Reed
- Nommer les morts (Naming the Dead) par Paul J. McAuley
- The Parwat Ruby par Delia Sherman

#### 2001
The Pottawatomie Giant par Andy Duncan
- Down Here in the Garden par Tia V. Travis
- Is There Anybody There? par Kim Newman
- Lincoln in Frogmore par Andy Duncan
- The Raggle Taggle Gypsy-O par Michael Swanwick
- The Saltimbanques par Terry Dowling
- Chaussures et Mariages (Shoe and Marriage) par Kelly Link

#### 2002
Queen for a Day par Albert E. Cowdrey
- His Own Back Yard par James P. Blaylock
- La Pelote en fil de miel (The Honeyed Knot) par Jeffrey Ford
- Tour de magie (Legerdemain) par Jack O'Connell
- Something to Hitch Meat To par Nalo Hopkinson

#### 2003
Création (Creation) par Jeffrey Ford
- The Essayist in the Wilderness par William Browning Spencer
- Little Dead Girl Singing par Stephen Gallagher
- La Présidence d'Octobre (October in the Chair) par Neil Gaiman
- The Weight of Words par Jeffrey Ford

#### 2004
Don Ysidro (Don Ysidro) par Bruce Holland Rogers
- Ancestor Money par Maureen F. McHugh
- Circle of Cats par Charles de Lint
- Gus Dreams of Biting the Mailman par Alexander C. Irvine
- O One par Chris Roberson

#### 2005
Singing My Sister Down par Margo Lanagan
- Le Sac à main féerique (The Faery Handbag) par Kelly Link
- Northwest Passage par Barbara Roden
- Compte-rendu de certains événements survenus à Londres (Reports of Certain Events in London) par China Miéville
- The Wings of Meister Wilhelm par Theodora Goss

#### 2006
CommComm par George Saunders
- Dernier Cri (Best New Horror) par Joe Hill
- The Other Grace par Holly Phillips
- La Peau Verte par Caitlín R. Kiernan
- Two Hearts par Peter S. Beagle

#### 2007
Journey Into the Kingdom par M. Rickert
- Another Word for Map is Faith par Christopher Rowe
- La Jolie Fille de Pol Pot (Pol Pot's Beautiful Daughter) par Geoff Ryman
- A Siege of Cranes par Benjamin Rosenbaum
- The Way He Does It par Jeffrey Ford

#### 2008
Singing of Mount Abora par Theodora Goss
- The Cambist and Lord Iron: A Fairy Tale of Economics par Daniel Abraham
- L'Église sur l'île (The Church on the Island) par Simon Kurt Unsworth
- Damned If You Don't par Robert Shearman
- The Evolution of Trickster Stories Among the Dogs of North Park After the Change par Kij Johnson

#### 2009
26 Monkeys, Also the Abyss par Kij Johnson
- A Buyer's Guide to Maps of Antarctica par Catherynne M. Valente
- Caverns of Mystery par Kage Baker
- Our Man in the Sudan par Sarah Pinborough
- Pride and Prometheus par John Kessel

### Années 2010
| Sommaire : | - Haut - 2010 - 2011 - 2012 - 2013 - 2014 - 2015 - 2016 - 2017 - 2018 - 2019 |

#### 2010
Pelican Bar (The Pelican Bar) par Karen Joy Fowler
- In Hiding par R. B. Russell
- A Journal of Certain Events of Scientific Interest from the First Survey Voyage of the Southern Waters by HMS Ocelot, As Observed by Professor Thaddeus Boswell, DPhil, MSc, or, A Lullaby par Helen Keeble
- Light on the Water par Genevieve Valentine
- The Persistence of Memory, or This Space for Sale par Paul Park
- Singing on a Star par Ellen Klages

#### 2011
Fossil-Figures par Joyce Carol Oates
- Beatiful Men par Christopher Fowler
- Booth's Ghost par Karen Joy Fowler
- Poneys (Ponies) par Kij Johnson
- Tu Sufrimiento Shall Protect Us par Mercurio D. Rivera

#### 2012
La Ménagerie de papier (The Paper Menagerie) par Ken Liu
- X for Demetrious par Steve Duffy
- Younger Women par Karen Joy Fowler
- A Journey of Only Two Paces par Tim Powers
- The Cartographer Wasps and the Anarchist Bees par E. Lily Yu

#### 2013
The Telling par Gregory Norman Bossert
- Une histoire naturelle de l'automne (A Natural History of Autumn) par Jeffrey Ford
- The Castle That Jack Built par Emily Gilman
- Breaking the Frame par Kat Howard (en)
- Swift, Brutal Retaliation par Meghan McCarron

#### 2014
The Prayer of Ninety Cats par Caitlín R. Kiernan
- The Ink Readers of Doi Saket par Thomas Olde Heuvelt
- Effigy Nights par Yoon Ha Lee
- Les histoires de selkies sont pour les losers (Selkie Stories Are for Losers) par Sofia Samatar
- If You Were a Dinosaur, My Love par Rachel Swirsk

#### 2015
Do You Like to Look at Monsters? par Scott Nicolay
- I Can See Right Through You par Kelly Link
- Jackalope Wives par Ursula Vernon
- Death’s Door Café par Kaaron Warren
- La Reine pêcheuse (The Fisher Queen) par Alyssa Wong (en)

#### 2016
Hungry Daughters of Starving Mothers par Alyssa Wong (en)
- The Neurastheniac par Selena Chambers
- Pockets par Amal El-Mohtar
- The Heat of Us: Notes Toward an Oral History par Sam J. Miller
- The Deepwater Bride par Tamsyn Muir

#### 2017
Das Steingeschöpf par G. V. Anderson
- Our Talons Can Crush Galaxies par Brooke Bolander (en)
- Seasons of Glass and Iron par Amal El-Mohtar
- Little Widow par Maria Dahvana Headley (en)
- The Fall Shall Further the Flight in Me par Rachael K. Jones

#### 2018
The Birding: A Fairy Tale par Natalia Theodoridou
- Old Souls par Fonda Lee
- Welcome to Your Authentic Indian Experience™ par Rebecca Roanhorse
- Clearly Lettered in a Mostly Steady Hand par Fran Wilde (en)
- Carnival Nine par Caroline Yoachim

#### 2019
Ten Deals with the Indigo Snake par Mel Kassel et Like a River Loves the Sky par Emma Törzs (ex æquo)
- The Ten Things She Said While Dying: An Annotation par Adam-Troy Castro
- Guide sorcier de l'évasion : Atlas pratique des contrées réelles et imaginaires (A Witch’s Guide to Escape: A Practical Compendium of Portal Fantasies) par Alix E. Harrow
- The Court Magician par Sarah Pinsker

### Années 2020
| Sommaire : | - Haut - 2020 - 2021 - 2022 - 2023 - 2024 - 2025 |

#### 2020
Read After Burning par Maria Dahvana Headley (en)
- For He Can Creep par Siobhan Carroll (en)
- The Blur in the Corner of Your Eye par Sarah Pinsker
- Soif de sang (Blood Is Another Word for Hunger) par Rivers Solomon
- Postlude to the Afternoon of a Faun par Jerome Stueart
- Everyone Knows That They’re Dead. Do You? par Genevieve Valentine

#### 2021
Glass Bottle Dancer par Celeste Rita Baker
- The Women Who Sing for Sklep par Kay Chronister
- The Nine Scents of Sorrow par Jordan Taylor
- My Country Is a Ghost par Eugenia Triantafyllou
- Open House on Haunted Hill par John Wiswell (en)

#### 2022
(emet) par Lauren Ring
- The Failing Name par Eugen Bacon (en) et Seb Doubinsky
- The Demon Sage’s Daughter par Varsha Dinesh
- If the Martians Have Magic par P. Djèlí Clark
- #Spring Love, #Pichal Pairi par Usman T. Malik (en)
- Where Oaken Hearts Do Gather par Sarah Pinsker

#### 2023
Incident at Bear Creek Lodge par Tananarive Due
- The Devil Don’t Come with Horns par Eugen Bacon (en)
- The Morning House par Kate Heartfield (en)
- Telling the Bees par Kat Howard (en)
- Douen par Suzan Palumbo

#### 2024
Silk and Cotton and Linen and Blood par Nghi Vo
- How to Raise a Kraken in Your Bathtub par P. Djèlí Clark
- Once Upon a Time at The Oakmont par P. A. Cornell
- John Hollowback and the Witch par Amal El-Mohtar
- Waystation City par A. T. Greenblatt (en)
- The Sound of Children Screaming par Rachael K. Jones

#### 2025
Le gagnant sera annoncé au cours de la cérémonie des prix World Fantasy 2025 qui se tiendra le 2 novembre 2025 à Brighton en Angleterre durant la World Fantasy Convention.
- Our Best Selves par Hiron Ennes
- Godskin par CL Hellisen
- The V*mpire par PH Lee
- Raptor par Maura McHugh (en)
- Everything in the Garden is Lovely par Hannah Yang